# Anillo de Iffland
El Anillo de Iffland (en alemán Iffland-Ring) es un anillo con la efigie del actor, director teatral y dramaturgo alemán August Wilhelm Iffland, quien interpretó el papel de Franz Moor en el estreno de Los ladrones (Die Räuber) de Friedrich von Schiller en el Teatro Nacional de Mannheim. 
El Anillo de Iffland es legado como herencia por su portador al actor de lengua germana que, en su opinión, es el más importante del momento. La excepción tuvo lugar en 1954, cuando Werner Krauß no recibió el anillo por voluntad de su predecesor Albert Bassermann, sino por elección de un comité de actores. El motivo es que con anterioridad Bassermann había elegido ya tres sucesores, pero estos murieron antes que él, por lo que tenía miedo de elegir un cuarto.
Desde 1954 el anillo es propiedad del estado austríaco. En 1978 el gobierno austriaco introdujo el equivalente femenino, el Anillo de Alma Seidler (Alma-Seidler-Ring en alemán), en honor de la actriz del Burgtheater vienés Alma Seidler, fallecida en 1977. El actual portador del anillo (desde marzo de 2019) es el alemán Jens Harzer, nombrado por el suizo Bruno Ganz, quién tuvo posesión del anillo desde 1996 hasta su fallecimiento el 16 de febrero de 2019.

## Historia

### Orígenes

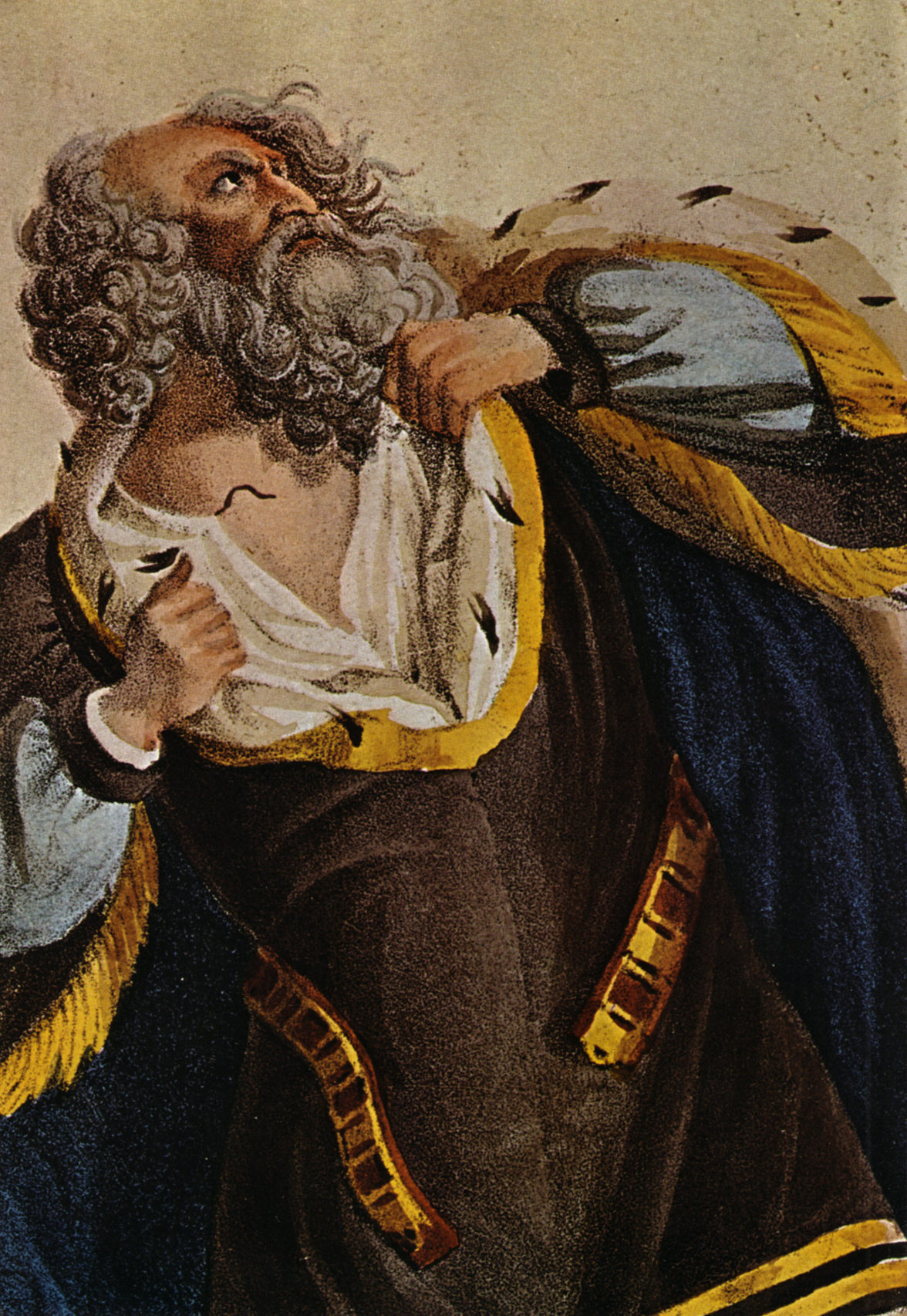
Ilustración de Ludwig Devrient caracterizado como el rey Lear.

Con toda probabilidad, el actual Anillo de Iffland se trata del más valioso de un conjunto de siete anillos. De estos, aparentemente solo han perdurado dos, el Anillo de Iffland y otro menos valioso que se encontraba en posesión de un particular, Wilhelm Burckhardsberg, en la década de 1950. En la actualidad es probable que también este se haya perdido.
Según Burckhardsberg, August Iffland, uno de los actores más prestigiosos de su tiempo en Alemania, influido por el espíritu del Romanticismo de aquella época, mandó fabricar varios anillos (presumiblemente siete) que repartió entre sus amigos íntimos. Probablemente, Iffland se inspiró en la obra de Gotthold Ephraim Lessing Nathan el Sabio para crear el anillo.

### Ludwig Devrient
No se sabe a ciencia cierta cómo ni cuándo Iffland legó el anillo a Ludwig Devrient. Según Albert Bassermann, lo hizo en 1814, tras su última actuación en la ciudad prusiana de Breslau (actual Wrocław). Poco después, en septiembre de ese año, Iffland moriría en Berlín.
Devrient, amigo íntimo de E.T.A. Hoffmann, cuya muerte en 1822 nunca superó, fue un actor de gran talento, pero también fue un alcohólico. Se desplomó mientras interpretaba El rey Lear y falleció el 29 de diciembre de 1832. El elegido como su sucesor fue su sobrino Emil Devrient.

### Emil Devrient y Theodor Döring
Gran parte de la historia del anillo durante esta época se ha perdido. Emil Devrient primero (entre 1832 y 1872) y Theodor Döring después (1872-1878) fueron los portadores. Según algunas fuentes, ambos eran buenos actores, pero no extraordinariamente brillantes.

### Friedrich Haase

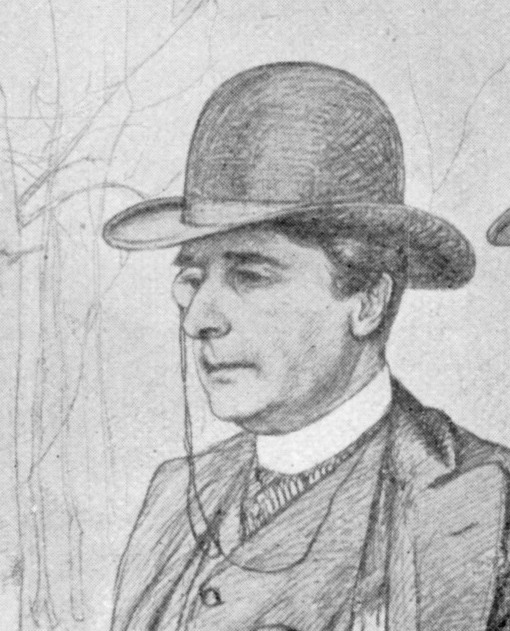
Ilustración de Haase, obra de Christian Wilhelm Allers (1887).

De Friedrich Haase en adelante, la historia del anillo se conoce con mucha más exactitud.
Haase había nacido en Berlín, hijo de un sirviente del entonces príncipe de Prusia Federico Guillermo. Corría el rumor de que era un hijo ilegítimo de la dinastía Hohenzollern, hecho que Haase utilizó en su beneficio. Tras trabajar en Potsdam y Weimar, Haase se trasladó a Praga, donde obtuvo un éxito considerable. Su carrera le llevó a Karlsruhe, Múnich, Fráncfort del Meno, San Petersburgo y Nueva York, convirtiéndose en uno de los actores alemanes más conocidos.
Curiosamente, ni Haase ni Döring fueron vistos nunca llevando el anillo, a pesar de que se dice que ambos tenían fama de vanidosos. Una teoría alternativa asegura que el propio Haase creó el anillo e inventó su historia. Esta teoría se basa en una incongruencia en una nota manuscrita por Haase en la parte inferior del estuche donde se guardaba el anillo: esta aseguraba que el anillo le había sido dado por la viuda de Döring en 1875, pero Döring no murió hasta 1878. Se tratase o no de un error al recordarlo o al escribirlo, lo cierto es que la parte documentada de la historia del anillo comienza con Haase.
Cuando murió Haase en 1911, Albert Bassermann heredó el anillo. Junto a este, Bassermann recibió una nota de Haase fechada en Berlín en las Navidades de 1908, en la que lamentaba que no se hubiesen podido conocer más a fondo mutuamente. También le cuenta la historia del anillo, por lo que esta carta es la primera referencia documental sobre el origen de este.

### Albert Bassermann

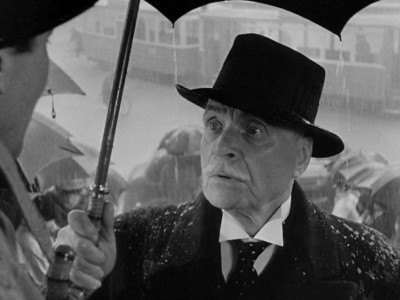
Bassermann en Enviado especial de Alfred Hitchcock (1940).

Bassermann nunca llevó el anillo puesto. Nombró tres sucesores en vida, a todos los cuales sobrevivió. Los dos primeros eran Alexander Girardi y Max Pallenberg. Cuando falleció el tercer elegido, Alexander Moissi, Bassermann depositó el anillo encima del ataúd de este, con la intención de que fuera incinerado con él. El director del Burgtheater, Hermann Röbbeling, lo rescató alegando que debía pertenecer a un actor vivo, no a uno muerto. Bassermann pensaba que el anillo estaba maldito, porque los tres actores habían muerto poco después de que los designara como sucesores.
Tras este incidente, Bassermann entregó el anillo a la Biblioteca Nacional de Austria en Viena, donde prácticamente cayó en el olvido. En 1946, cuando Bassermann visitó Viena, Egon Hilbert, director del teatro, se reunió en dos ocasiones con él. Bassermann no quería volver a llevarse el anillo y en su segunda reunión le dijo a Hilbert que podía hacer con él lo que quisiese.
Hilbert pidió a Werner Krauß que llevase el anillo tras la muerte de Bassermann en 1952, pero este se negó.

### Werner Krauß

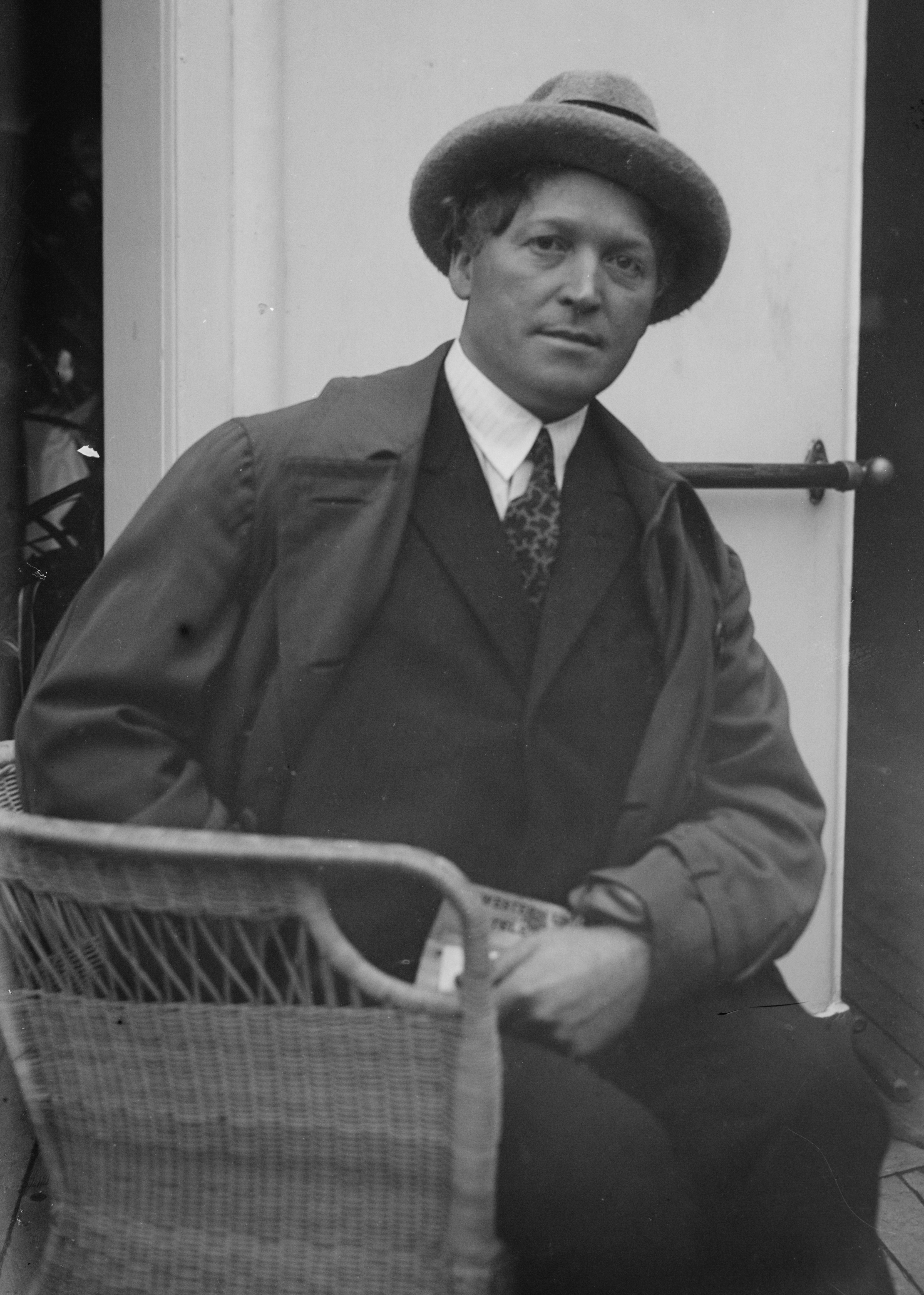
Werner Krauß.

En octubre de 1954, tras una reunión extraordinaria del gremio de actores, se decidió otorgar el anillo a Werner Krauß y esta vez aceptó. A pesar de protestas, especialmente provenientes de los actores suizos, y del hecho de que el anillo se hallaba en aquel momento en una colección privada (de Egon Hilbert), Krauß recibió finalmente la presea. Para evitar que se repitiese el periodo de interregno, se aprobaron leyes que exigían al portador nombrar siempre a un sucesor. Krauß recibió el anillo el 28 de noviembre de 1954 y entregó un sobre lacrado a la administración del teatro austríaco el 12 de diciembre, dentro del cual se detallaba su sucesión.
Al igual que Ludwig Devrient, Krauß también se derrumbó interpretando El rey Lear y murió el 20 de octubre de 1959, legando la joya a Josef Meinrad, su elección original de 1954. Su viuda aseguraría más tarde que a Krauß le hubiera gustado dar el anillo a Alma Seidler, pero que no lo hizo porque el anillo solo podía ser legado a varones.

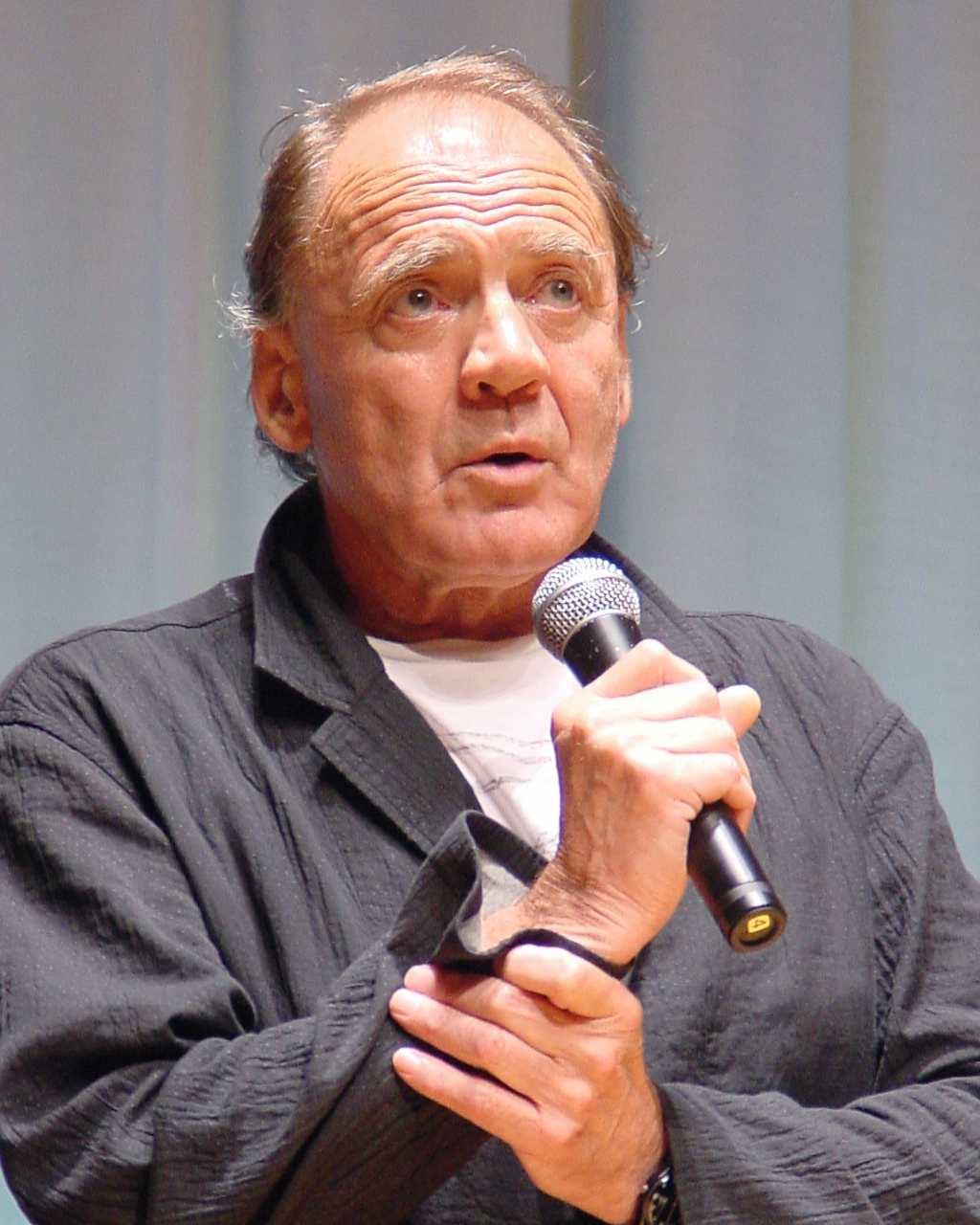
Bruno Ganz en 2005.

### Josef Meinrad
No se conoce la primera opción de Meinrad como sucesor, pero, en 1984, cambió de opinión. Tras su muerte en 1996 hubo muchas conjeturas acerca de qué actor austríaco recibiría el anillo. Para decepción de muchos intérpretes del Burgtheater, el anillo fue a parar a manos de un suizo, Bruno Ganz.

### Bruno Ganz
Desde 1996, el anillo sigue en posesión de Ganz. El suizo aseguró que lo recibió «sorprendido, emocionado y perplejo» y que, según dictan las reglas, ya había elegido un sucesor, aunque matiza que, mientras siga vivo, puede «cambiar (el nombre del sucesor) todas las veces que quiera y nombrar por primera vez en la línea de sucesión a una mujer».

### Jens Harzer
A la muerte de Ganz en 2019, se le otorgó el anillo al intérprete Jens Harzer, el primer alemán en poseerlo en 60 años, y el segundo actor más joven en recibir tal honor con 37 años (Ludwig Devrient tenía 30 años al portar por primera vez el anillo).

## Portadores del Anillo de Iffland
| Portador               | Nacimiento              | Muerte                   | Periodo     | Nacionalidad        |
| August Wilhelm Iffland | 19 de abril de 1759     | 22 de septiembre de 1818 | - 1814      | Prusiana            |
| Ludwig Devrient        | 15 de diciembre de 1784 | 30 de diciembre de 1832  | 1814 - 1832 | Prusiana            |
| Emil Devrient          | 4 de septiembre de 1803 | 7 de agosto de 1872      | 1832 - 1872 | Sajona / Alemana    |
| Theodor Döring         | 9 de enero de 1803      | 17 de agosto de 1878     | 1872 - 1878 | Prusiana / Alemana  |
| Friedrich Haase        | 1 de noviembre de 1827  | 17 de marzo de 1911      | 1878 - 1911 | Prusiana / Alemana  |
| Albert Bassermann 1    | 7 de septiembre de 1867 | 15 de mayo de 1952       | 1911 - 1935 | Alemana             |
| sin portador           | sin portador            | sin portador             | 1935 - 1954 | —                   |
| Werner Krauß           | 23 de junio de 1884     | 20 de octubre de 1959    | 1954 - 1959 | Alemana / Austriaca |
| Josef Meinrad          | 21 de abril de 1913     | 18 de febrero de 1996    | 1959 - 1996 | Austriaca           |
| Bruno Ganz             | 22 de marzo de 1941     | 16 de febrero de 2019    | 1996 - 2019 | Suiza               |
| Jens Harzer            | 14 de marzo de 1972     | N/A                      | 2019 -      | Alemana             |

- 1 Albert Bassermann consta normalmente como portador hasta 1952, pero a partir de 1935 el anillo no estuvo realmente en su posesión.

## Leyes del anillo
En 1954 se aprobaron tres leyes básicas que regían el funcionamiento del anillo:
- El portador del anillo tiene la obligación de nombrar un sucesor en un plazo de tres meses desde el momento que lo recibe.
- En caso de que no se nombre sucesor, o los documentos donde se estipula la sucesión se pierdan, la Administración Federal del Teatro de Austria formará un comité para decidir quién debe llevarlo.
- El anillo es propiedad de la República de Austria, pero su futuro portador se determina por decisión personal del portador actual.